# Le Sourire d'ivoire
Le Sourire d'ivoire (The Ivory Grin) est un roman noir américain de Ross Macdonald paru en 1952. C'est le quatrième roman de la série ayant pour héros le détective privé Lew Archer. 

## Résumé
Une certaine Una Larkin, bourgeoise assez vulgaire, déplaisante et laide, demande à Lew Archer de retrouver Lucy, une domestique noire disparue après lui avoir soi-disant dérobé quelques objets de valeur. Le détective privé retrouve la jeune femme dans un motel miteux de l'arrière-pays, la gorge tranchée. Dans les papiers de Lucy, un indice : une coupure de journal relatant la disparition d'un homme jeune et riche. Archer remonte la piste, est confronté à d'étranges frères et sœurs, à un singulier cabinet de médecin, à l'épouse de ce docteur non moins inquiétante, et à un jeune noir qui fait tout pour paraître le suspect idéal. En dépit d'un écheveau complexe, Lew Archer démasque le coupable qui, pour éviter l'arrestation, lui demande la grâce de s'empoisonner, ce que le détective lui refuse.

## Éditions
Édition originale américaine
- (en) Ross Macdonald, The Ivory Grin, New York, Knopf, 1952 (OCLC 858203764)

Éditions françaises
- (fr) Ross Macdonald (auteur) et Igor B. Maslowski (traducteur), La Grimace d'ivoire [« The Ivory Grin »], Paris, Presses de la Cité, coll. « Un mystère no 129 », 1953, 223 p.
- (fr) Ross Macdonald (auteur) et Igor B. Maslowski (traducteur), La Grimace d'ivoire [« The Ivory Grin »], Paris, J'ai lu, coll. « J'ai lu. Policier no 2034 », 1986, 250 p. (ISBN 2-277-22034-5, BNF 34877594)
- (fr) Ross Macdonald (auteur) et Igor B. Maslowski (traducteur) (trad. de l'anglais), La Grimace d'ivoire [« The Ivory Grin »], Paris, 10/18, coll. « Grands détectives no 3246 », 2000, 222 p. (ISBN 2-264-03168-9, BNF 37120616)
- (fr) Ross Macdonald (auteur) et Igor B. Maslowski (traducteur) (trad. de l'anglais), La Grimace d'ivoire [« The Ivory Grin »], Dans Polar des années cinquante, tome 1, Paris, Éditions Omnibus, 1995, 1179 p. (ISBN 2-258-04077-9, BNF 35786501)
- (fr) Ross Macdonald (auteur) et Jacques Mailhos (traducteur) (trad. de l'anglais), Le Sourire d'ivoire [« The Ivory Grin »], Paris, Éditions Gallmeister, coll. « Totem no 31 », 2013, 279 p. (ISBN 978-2-35178-531-7, BNF 43710925) Cette dernière traduction est la seule à donner le texte intégral auparavant largement tronqué dans la traduction française.

## Sources
- Jean Tulard, Dictionnaire du roman policier : 1841-2005. Auteurs, personnages, œuvres, thèmes, collections, éditeurs, Paris, Fayard, 2005, 768 p. (ISBN 978-2-915793-51-2, OCLC 62533410), p. 319 (Notice La Grimace d'ivoire).
- (en) Tom Nolan (préf. Sue Grafton), Ross Macdonald : a biography, New York, NY, Scribner, 1999, 496 p. (ISBN 0-684-81217-7 et 978-0-684-81217-5, OCLC 40180979)